# Chi Haotian
Chi Haotian (chino simplificado: 迟浩田, chino tradicional: 迟浩田, pinyin: Chi Haotian, ( Zhaoyuan, 1929) es un militar y político chino. General de la República Popular de China y ministro de Defensa Nacional.

## Biografía
Chi nació en Zhaoyuan, provincia de Shandong, en julio de 1929. En octubre de 1946 se unió al Partido Comunista de China. Fue reclutado para el Ejército en julio de 1945, y se graduó en el departamento de síntesis de la Academia Militar del EPL.
En 1973 se convirtió en el vicecomisario político de la Región Militar de Pekín, y vice-editor en jefe del Diario del Pueblo, el periódico más importante de la República Popular China y órgano del Partido. Más tarde se convirtió en subdirector del departamento de Estado Mayor General del EPL y director del departamento político en virtud del mismo, comisario político de la Región Militar de Jinan y jefe del departamento de Estado Mayor General del EPL, así como secretario del Comité del PCCh. Fue elegido como miembro de la Comisión Militar Central de la República Popular China en 1988.
Fue elegido como miembro del Comité Central del 12.º, 13.º, 14.º y 15.º Congresos Nacionales del PCCh y miembro del 15.º Buró Político del Comité Central del Partido Comunista de China.
Se le concedió el honor de primera clase en 1952 y medalla de tercera clase de la Liberación en 1985. Fue nombrado general en 1988.
Sus hábitos incluyen la lectura de libros, especialmente los de Lu Xun y temática militar. Es bueno en natación, equitación y lucha libre. Fue presidente honorario de la Asociación China de Lucha Libre.